# Bogdan Olarson
Bogdan Olarson, S. Olaru Bogdan Cristian (Gyergyóújfalu, 1994. október 22.) székelyföldi tánc- és médiaművész, koreográfus.

## Pályafutása
Bukarestben 2016-ban végezte színház és filmszakos tanulmányait a Ion Luca Caragiale Nemzeti Színház- és Filmművészeti Egyetemen színész szakon, majd 2017-ben Kolozsváron fejezte be interaktív művészeti képzését kutatva a színház alkotási erejét, aktuális és ugyanakkor univerzális motívumokat értelmezve.. 2016 ben a Corridor A színház előadását több helyen mutatják be, többek között szülőfalujában is Gyergyóújfaluban. A Babeș-Bolyai Tudományegyetem digitális interaktív művészetek MA szakán szerzett diplomát. 2022 folyamán vállalkozó, befektető és pedagógus a Fogarasy Mihály Műszaki Líceumban.
Az Olarsons laboratórium társalapítója, melynek célja teret és időt adni a művészeknek és a tudósoknak a jövőbeli elképzelések és lehetőségek felvetésére, megvitatására, megkérdőjelezésére. Az Olarsons projekt 2019-ben Romániában Social Impact Award díjat nyert és képviselte Kijevben a Social Impact Award Summitott.
Előadásai és alkotásai a szatmárnémeti Északi Színházban, a bukaresti Nemzeti Táncközpontban, a kolozsvári Reactor Színházban, a jászvásári Fix Színházban, a kolozsvári Ecsetgyárban, a marosvásárhelyi Yorick Studióban, Belgrádban, Kijevben és Mexikóban is voltak láthatóak.
A Blackstar (David Bowie) című műalkotás számára az egyik legfontosabb közreműködése. Madonna és David Bowie nagy befolyással inspirálták már kicsi kora óta. Egyik interjúban elmesélte hogy mindig is arra vágyót hogy zenét és táncot alkosson.
A 99,6% című produkció, amelynek egyik alkotója, a Trafó – Kortárs Művészetek Háza és a Színház folyóirat Halász Péter-díját nyerte. Az előadás címe 99,6%. Hozzávetőleg ennyiben lennénk egyformák egy DNS-teszt alapján, melyet az előadók saját magukon elvégeztek: a maradék 0,4%, ami megkülönböztet minket egymástól, a hasonlóság arányához képest mégis felmérhetetlenül súlyosabban látszik meghatározni, hogy kik vagyunk.

## Családja
Gyergyóújfaluban született és ott is él, építi vállalkozását és az Olarsons stúdiót.
Apja békási származású, rendőrfőnöki pályafutása után, nyugdíjba vonult és jelenleg a „Katorzsa” Sport Klub egyik játékosa, szereti az embereket és sokat utazik.
Édesanyja Karácsonkőn született, ügyvédnek tanult. A 2020-as években pedagógus és doktorandusz a Bukaresti Egyetem és Universitatea Transilvania  hallgatójaként, a Puskás Tivadar Szakközépiskola és Eröss Zsolt Általános Iskola igazgatója Ditróban.